# Ansett Australia
Ansett Australia, ou simplesmente Ansett, foi um conglomerado de companhias aéreas australianas com sede em Melbourne, Victoria. A companhia aérea voava domesticamente dentro da Austrália e, a partir da década de 1990, para destinos na Ásia. Depois de operar por 65 anos e 11 dias, a companhia aérea foi colocada sob nova administração em 2001 após um colapso financeiro, tendo seus ativos liquidados em 2002, sujeita a escritura de acordo da empresa. O último voo da companhia ocorreu em 5 de março de 2002, quando a companhia aérea foi definitivamente extinta.